# Khadjidimovo (obchtina)
La commune de Khadjidimovo (en bulgare Община Хаджидимово - Obchtina Khadjidimovo) est située dans le sud-ouest de la Bulgarie.

## Géographie
La commune de Khadjidimovo est située dans le sud-ouest de la Bulgarie, à 190 km au sud de Sofia. Elle s'étend sur les pentes sud-est du massif du Pirin et sur les pentes ouest du massif des Rhodopes, ainsi que dans la vallée entre ces deux massifs et dans laquelle coule la rivière Mesta. 
Le chef-lieu de la commune est la ville de Khadjidimovo et elle fait partie de la région de Blagoevgrad.

## Administration

### Structure administrative
La commune compte 15 localités habitées :
| - ville de Khadjidimovo - village d'Ablanitsa - village de Béslén - village de Blatska - village de Gaïtaninovo | - village d'Ilinden - village de Koprivlén - village de Laki - village de Nova Lovtcha - village de Novo Léski | - village de Paril - village de Pétrélik - village de Sadovo - village de Téchovo - village de Téplén |

## Galerie

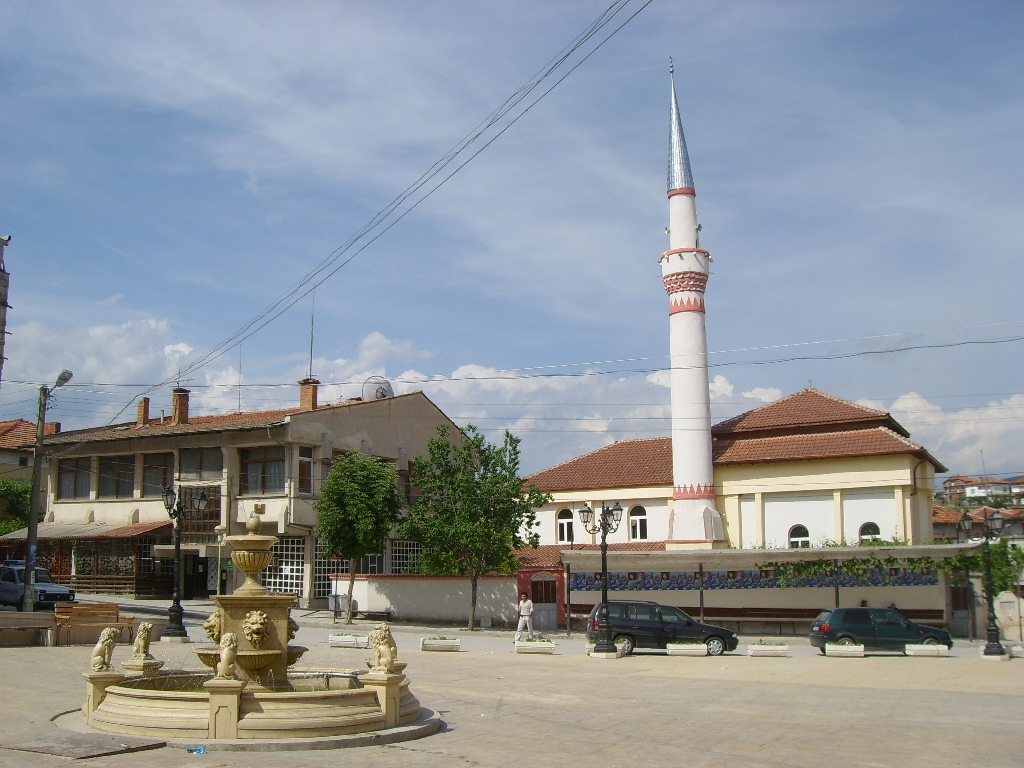
Place dans le centre du village d'Ablanitsa
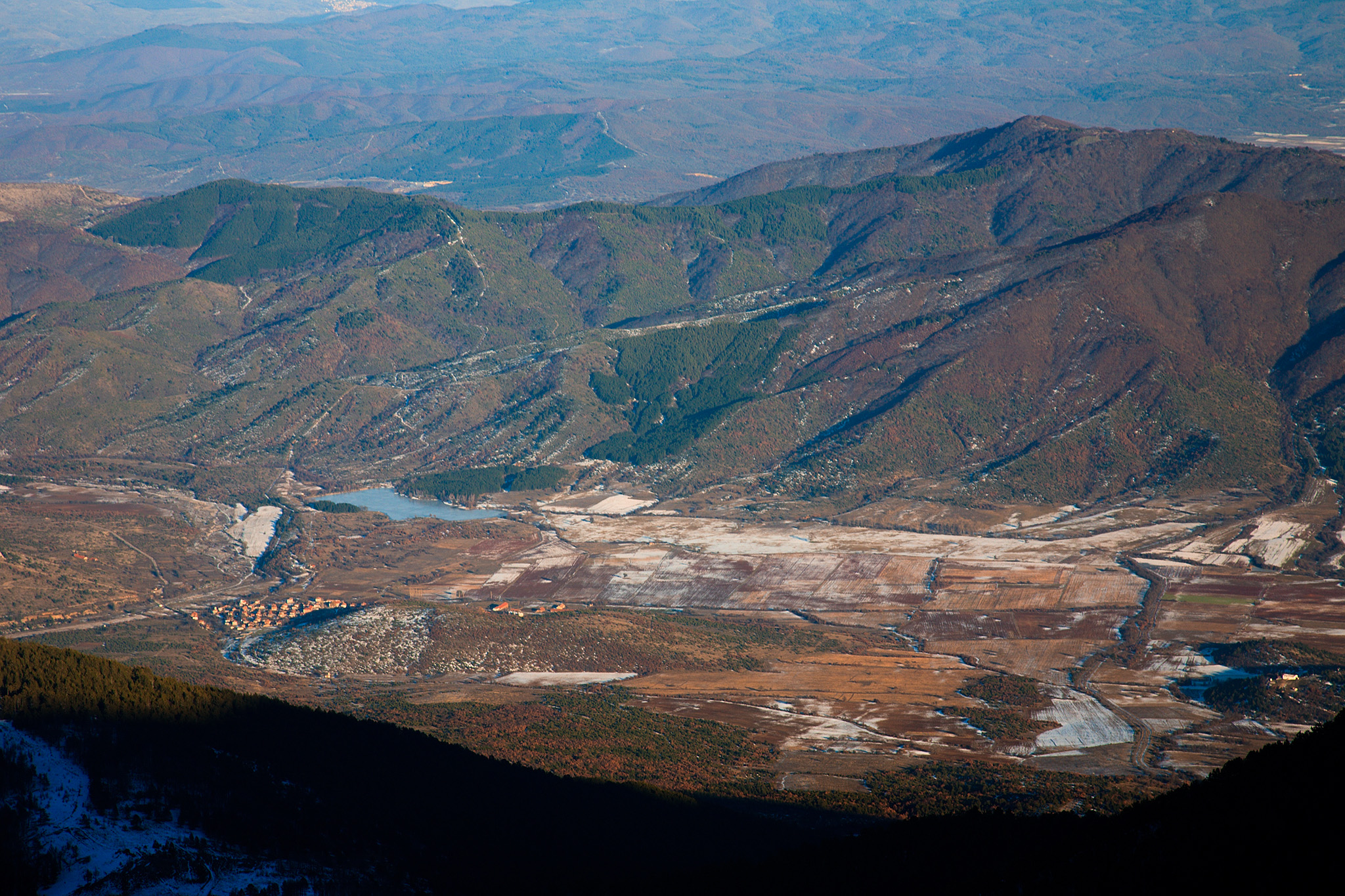
Le village de Nova Lovtcha au fond de la vallée
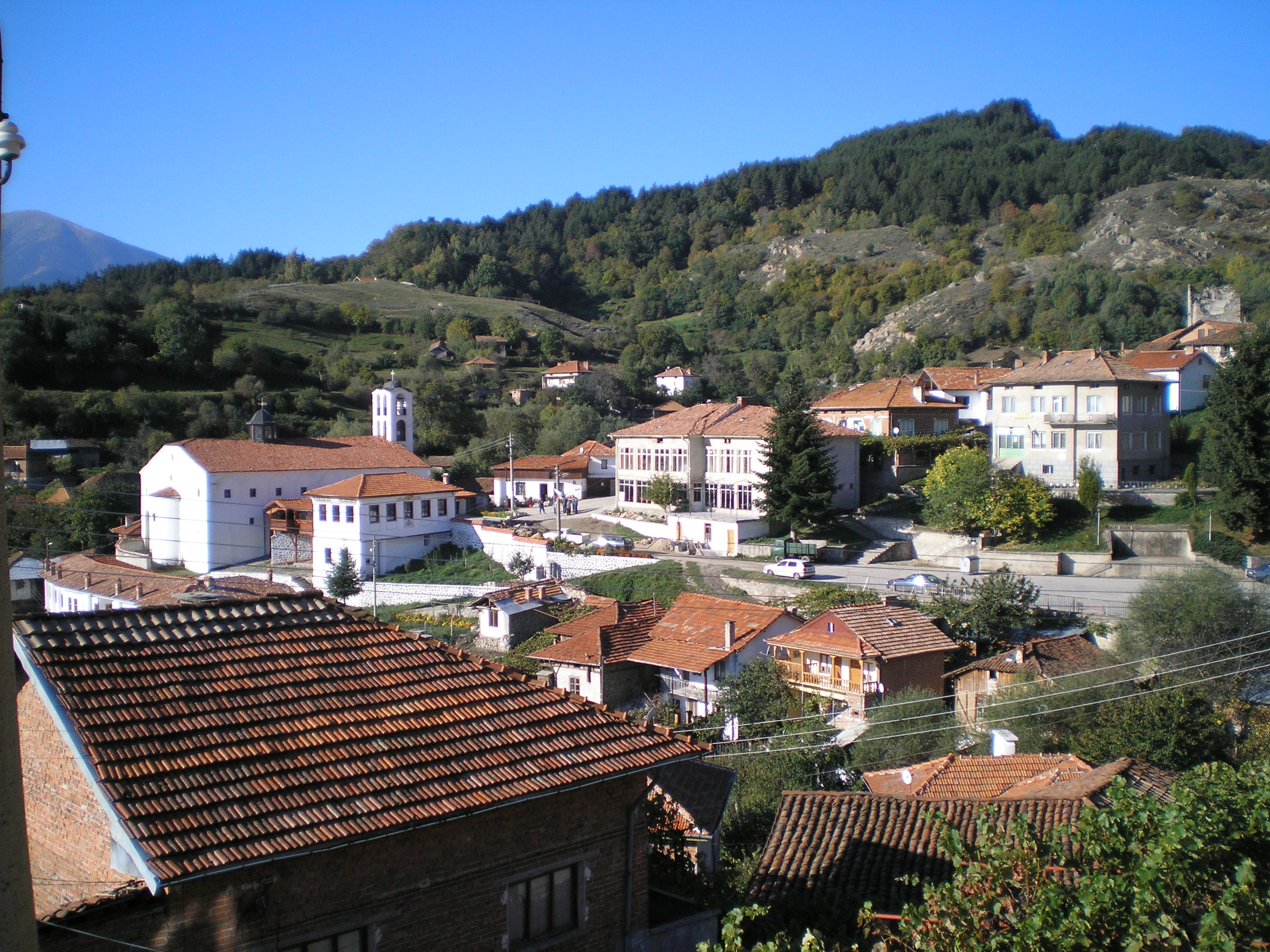
Le village de Téchovo